# Overkill

Anzahl nuklearer Waffen der USA und der Sowjetunion im Vergleich

Der englische Begriff Overkill (wörtlich „Übertötung“, deutsche Übersetzung „Mehrfachvernichtungskapazität“) bezeichnete im Kalten Krieg die Fähigkeit, einen Gegner mehr als einmal zu vernichten, und sollte die Sinnlosigkeit des atomaren Wettrüstens zwischen den USA und der Sowjetunion veranschaulichen.
Im Allgemeinen ist und war die „Overkill-Kapazität“ das Maß dafür, wie oft der Gegner vernichtet werden konnte. Der Overkill war ein wichtiger Bestandteil des Gleichgewichts des Schreckens.

## Erklärung
Um das Ausmaß der nuklearen Bedrohung zu veranschaulichen, stellte die Theologin Uta Ranke-Heinemann in einer Rede im Oktober 1981 die Frage, woher man denn die 100 Milliarden Menschen bekommen würde, die durch die Sprengkraft vernichtet werden könnten. Es bestehe ja kein Mangel an Waffen mehr, vielmehr reichten die Menschen, die durch Atomwaffen vernichtet werden könnten, nicht mehr aus. Statistisch gesprochen klaffe die Schere zwischen aktivem und passivem Vernichtungspotential immer weiter auseinander, so Ranke-Heinemann.
Die Overkill-Strategie wird auch heute noch von den Vereinigten Staaten von Amerika und Russland angewandt, wobei stets gilt, ausreichend Nuklearwaffen zu besitzen, um jedes mögliche Ziel, also z. B. eine gegnerische Raketenstellung mit mehreren Sprengköpfen zu treffen. Damit soll ein „Schwund“ durch gegnerische Abwehrmaßnahmen und/oder Zerstörung der eigenen Basen kompensiert werden, so dass das Ziel am Ende von mindestens einem Sprengkopf getroffen und zerstört wird.
Im heutigen Sprachgebrauch wird der Begriff auch ganz allgemein im Sinne von „Übermaß“ verwendet.